# بحيرة إيمونز
بحيرة ايمونز، هي بحيرة صغيرة تقع جنوب شرق مدينة أونيونتا الواقعة في مقاطعة ديلاوير، في مدينة نيويورك. تتدفق بحيرة إيمونز من اتجاه الشمال إلى الشمال الغربي وتمر خلال جدول اسمه غير معروف يصب في نهر ساسكويهانا.